# Home Run Showdown
Pour l’article homonyme, voir Home Run Derby.
Home Run Showdown (ou Home Run Derby) est un film américain réalisé par Oz Scott, sorti en 2012.

## Distribution
- Kyle Kirk : Lori
- Matthew Lillard : Joey
- Wayne Duvall : Simpson
- Stephanie Koenig : tante Janey Moore
- Emma-Lee Hess : Fassi
- Annabeth Gish : Michelle
- Dean Cain : Rico